# なにわンダーランド2017〜OH!CIRCUS〜
『なにわンダーランド2017〜OH! CIRCUS〜』（なにわンダーランドにせんじゅうなな〜おーさーかす〜）は、2018年2月21日に発表された、たこやきレインボーのライブ・アルバムである。

## 概要

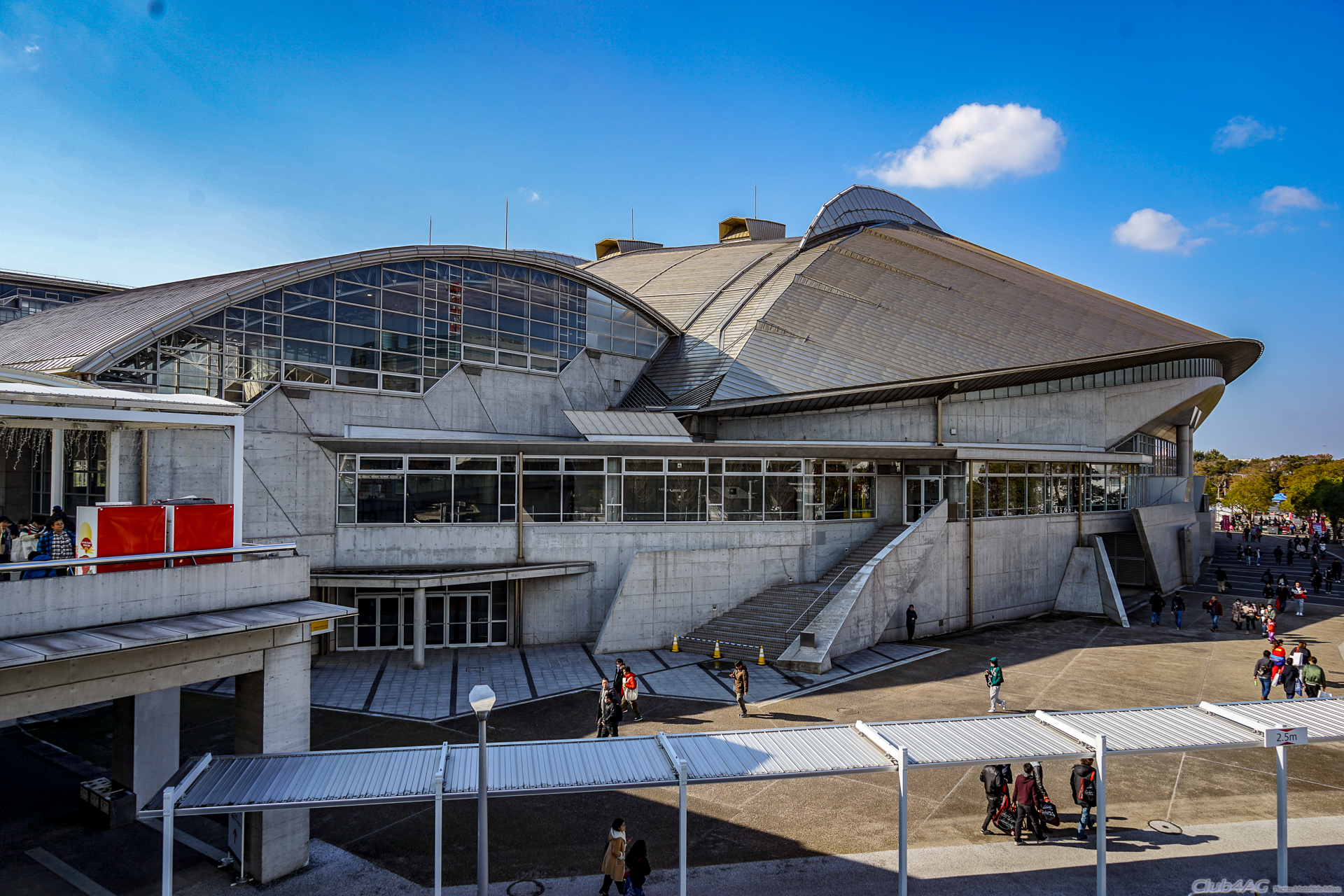
会場の幕張メッセ（2019年1月撮影）

2017年11月23日に幕張メッセで行ったライブ『なにわンダーランド2017〜OH! CIRCUS〜』の音源を収録した、ライブ・アルバムである。
ユニコーンの手島いさむと川西幸一、上野一郎、TACOS NAOMIらに、今回ホーン隊を加えた7人編成の“なにわンダーたこ虹バンド”がバックバンドを務め、初披露の「ありがとう たこやきレインボーです」、「恋するビリケンさん」、「尼崎テクノ」他、全22曲収録の2枚組で発売。また、映像では、大道芸パフォーマー&ダンサーで構成された”なにわンダーアクロバットレインボー“と共に熱演したライブの模様も見ることができる。
音源CDのみ形態のほか、同ライブの映像とライブのオフショットムービーを収録したBlu-ray付き、DVD付き、の3形態で発売された。

## 収録曲

### Disc1
1. overture〜tacoture〜
2. ありがとう たこやきレインボーです
3. 恋するビリケンさん
4. 尼崎テクノ
5. じゆう！そう！フリーダム！
6. めっちゃFUNK
7. ナンバサンバイジャー
8. なにわのはにわ
9. オーバー・ザ・たこやきレインボー
10. にじースターダスト
11. めっちゃDISCO
12. どっとjpジャパーン！
13. サンデーディスカバリー

### Disc2
1. TACOYAKI's Burning
2. 踊れ！青春カルナバル
3. たこ虹物語〜オーバー・ザ・関ヶ原〜
4. RAINBOW〜私は私やねんから〜
5. なれたらなぁ 
-ENCORE-
6. 絶唱！なにわで生まれた少女たち
7. めっちゃPUNK
8. ナナイロダンス
9. ちゃんと走れ!!!!!!

## リリース日一覧
| 地域 | リリース日    | レーベル  | 規格       | カタログ番号                               |
| ---- | ------------- | --------- | ---------- | ------------------------------------------ |
| 日本 | 2018年2月21日 | avex trax | CD+DVD     | AVCD-93829〜30/B（DVD盤(2CD+DVD)）         |
| 日本 | 2018年2月21日 | avex trax | CD+Blu-ray | AVCD-93831〜21/B（Blu-ray盤(2CD+Blu-ray)） |
| 日本 | 2018年2月21日 | avex trax | CD         | AVCD-93833（通常盤(CD)）                   |